# Schwarzwassertal (Tirol)

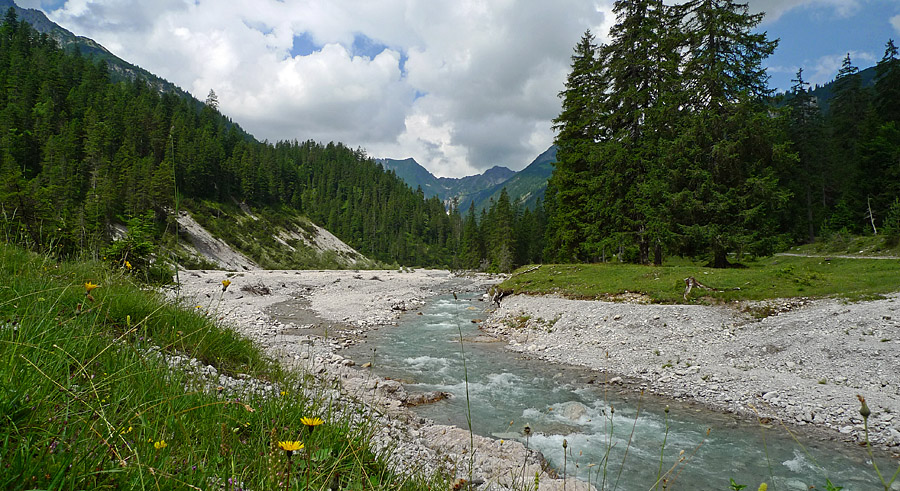
Der Schwarzwasserbach

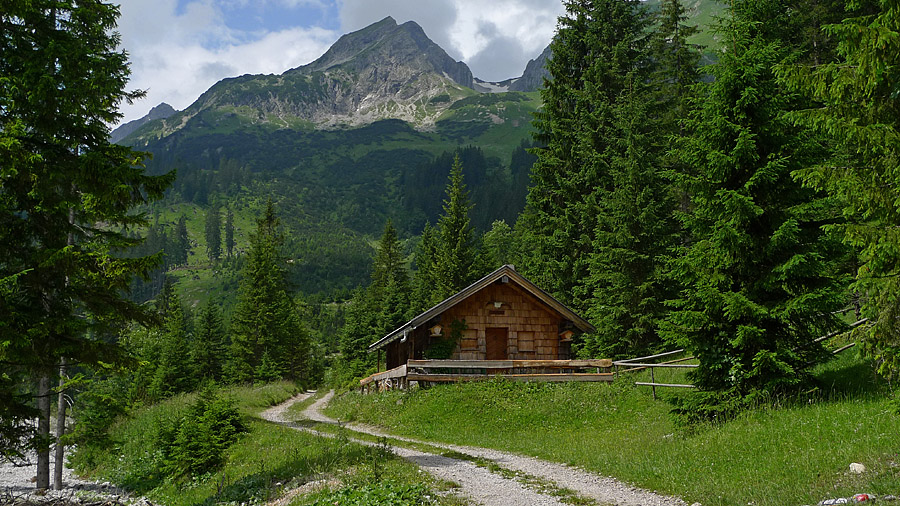

Das Schwarzwassertal ist ein Tal in den Allgäuer Alpen im österreichischen Bundesland Tirol. Das unbewohnte Tal verläuft von West nach Ost und wird vom Schwarzwasserbach, eines linken Zuflusses des Lechs, durchflossen. Das Tal beherbergt die Sieglseen.

## Lage und Begrenzung
Der Talboden befindet sich auf etwa 1100 bis 1200 m ü. A. und wird im Westen begrenzt vom Hochvogel (2593 m) und dem nördlich daran anschließenden Rauhhornzug von der Kesselspitz (2283 m) bis zur Kälbelespitze (2135 m), der zugleich die Grenze zwischen Tirol und Bayern bildet. Die südliche Begrenzung bildet die Rosszahngruppe mit dem Großen Rosszahn (2356 m) und der Stallkarspitze (2350 m) als höchsten Erhebungen. Nördlich wird das Tal begrenzt vom südlichen Kamm der Vilsalpseeberge, dessen höchste Gipfel die Lachenspitze (2126 m) und das bereits weit ins Lechtal vorgeschobene Felsmassiv der Leilachspitze (2274 m) sind. Das Tal endet mit der Mündung des Schwarzwasserbaches in den Lech bei Forchach.

## Karten und Literatur
- Kompass-Karte „Tannheimer Tal“ (Nr. 04). Verlag KOMPASS-Karten, Innsbruck; Auflage 2009. ISBN 978-3-8549164-4-4